# Necrophobic

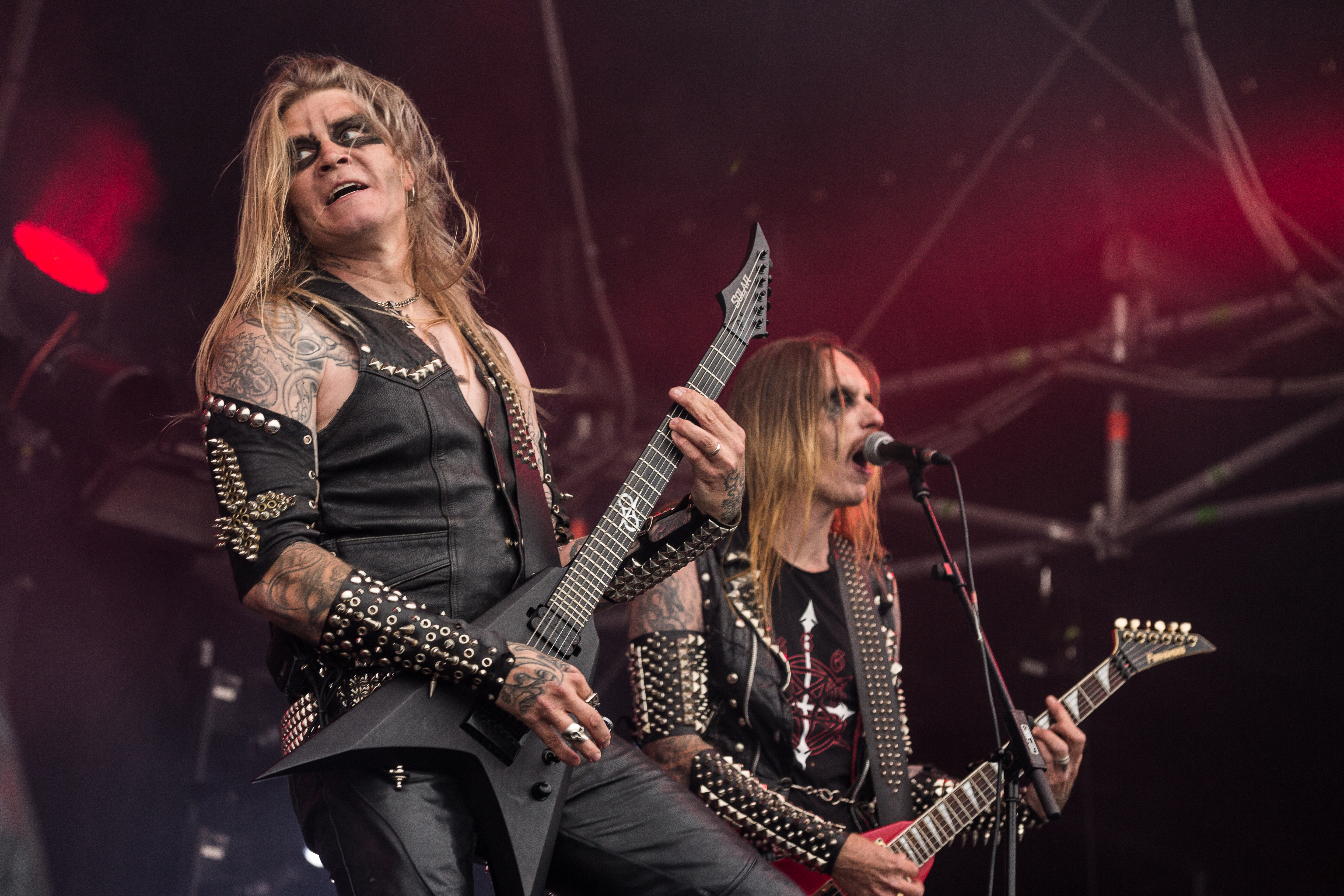
Necrophobic auf dem Party.San 2017

Necrophobic (von griech. νεκρός, nekrós: ‚Leiche‘ und φόβος phóbos: ‚Angst‘) ist eine schwedische Death-Metal-Band aus Stockholm. Der Bandname geht auf das Lied Necrophobic von Slayer zurück, welches auf dem Album Reign in Blood vertreten ist.

## Geschichte
Die Band wurde 1989 von David „Blackmoon“ Parland, der später u. a. auch bei Dark Funeral und War spielte, und Joakim Sterner gegründet. Nach der Veröffentlichung von zwei Demos und einer EP erhielt die Band einen Plattenvertrag bei Black Mark Production, wo auch die Band Bathory, einer der Haupteinflüsse von Necrophobic, unter Vertrag stand. Nachdem das Label die Band jedoch nicht weiter gebracht hatte, wechselte Necrophobic 2002 erst zu Hammerheart Records und dann im Jahr 2005 zu Regain Records. Gitarrist Robert Sennebäck spielt neben Necrophobic noch bei der Death-Metal-Band Dismember und Fredrik Folkare war zuvor bei Unleashed. Das Lied Nailing the Holy One vom Album Darkside sang Dissection-Sänger Jon Nödtveidt, im Lied La Satanisma Muerte vom Album Death to All wirkten Alvaro Lillo und Erik Danielsson von Watain als Hintergrundsänger mit. Der ehemalige Gitarrist und Mitbegründer der Band, David „Blackmoon“ Parland, nahm sich am 19. März 2013 das Leben.

## Stil
Der Stil der Band weist Death- und Black-Metal-Einflüsse auf. Wie bei vielen anderen skandinavischen Bands, wurden auch bei Necrophobic zunehmend klassische Heavy-Metal-Elemente in die Musik integriert.
Die Darstellung des Satanismus bei Necrophobic wird von Todd DePalma als „generisch (aber nicht weniger aufrichtig)“ bezeichnet, ihr fehlten jedoch „das okkulte Mysterium und die lyrische Begabung von Bands wie Watain“, im Vergleich dazu wirke sie jugendlich.

## Bandmitglieder

Necrophobic, live auf dem With Full Force 2018
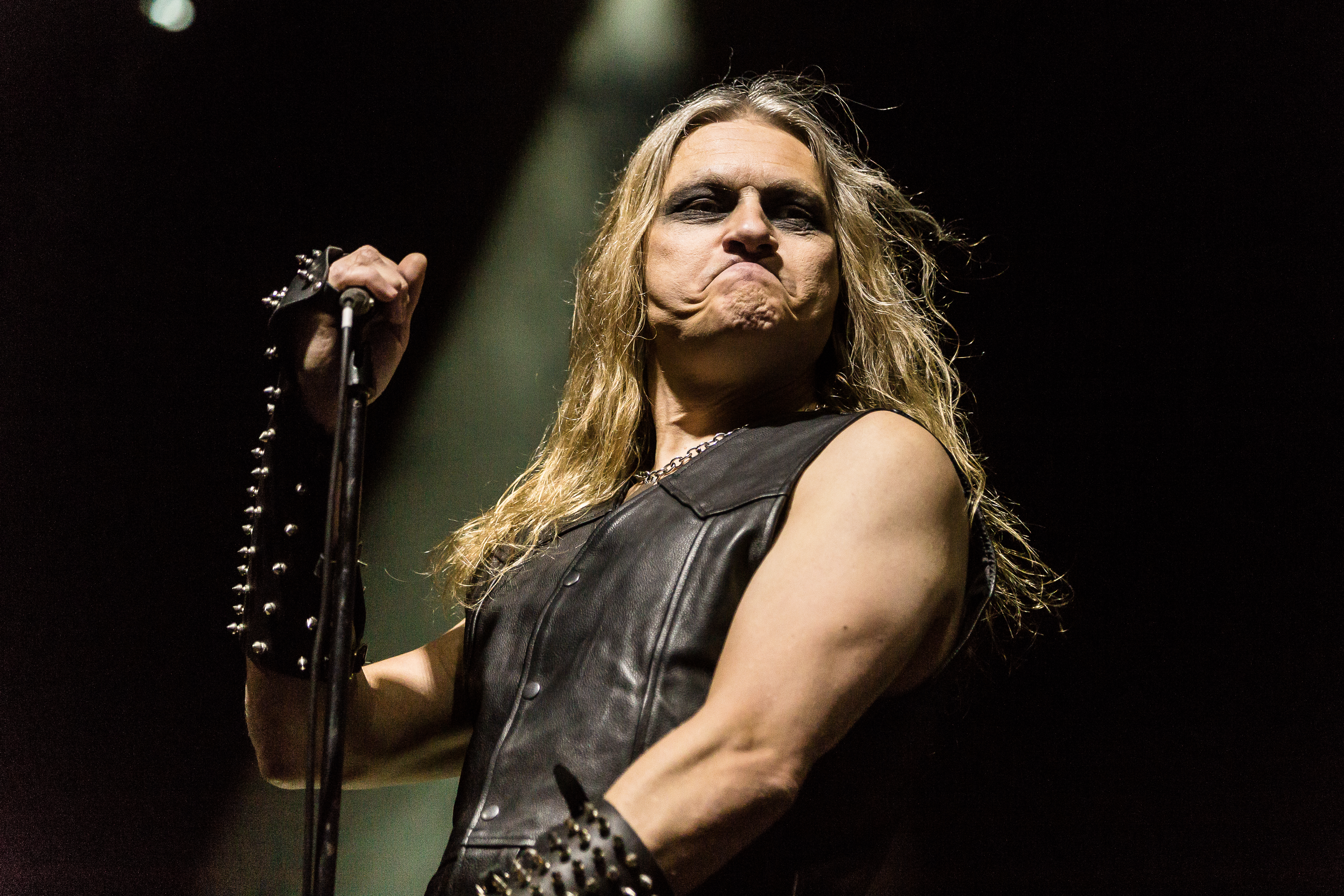
Sänger Anders Strokirk
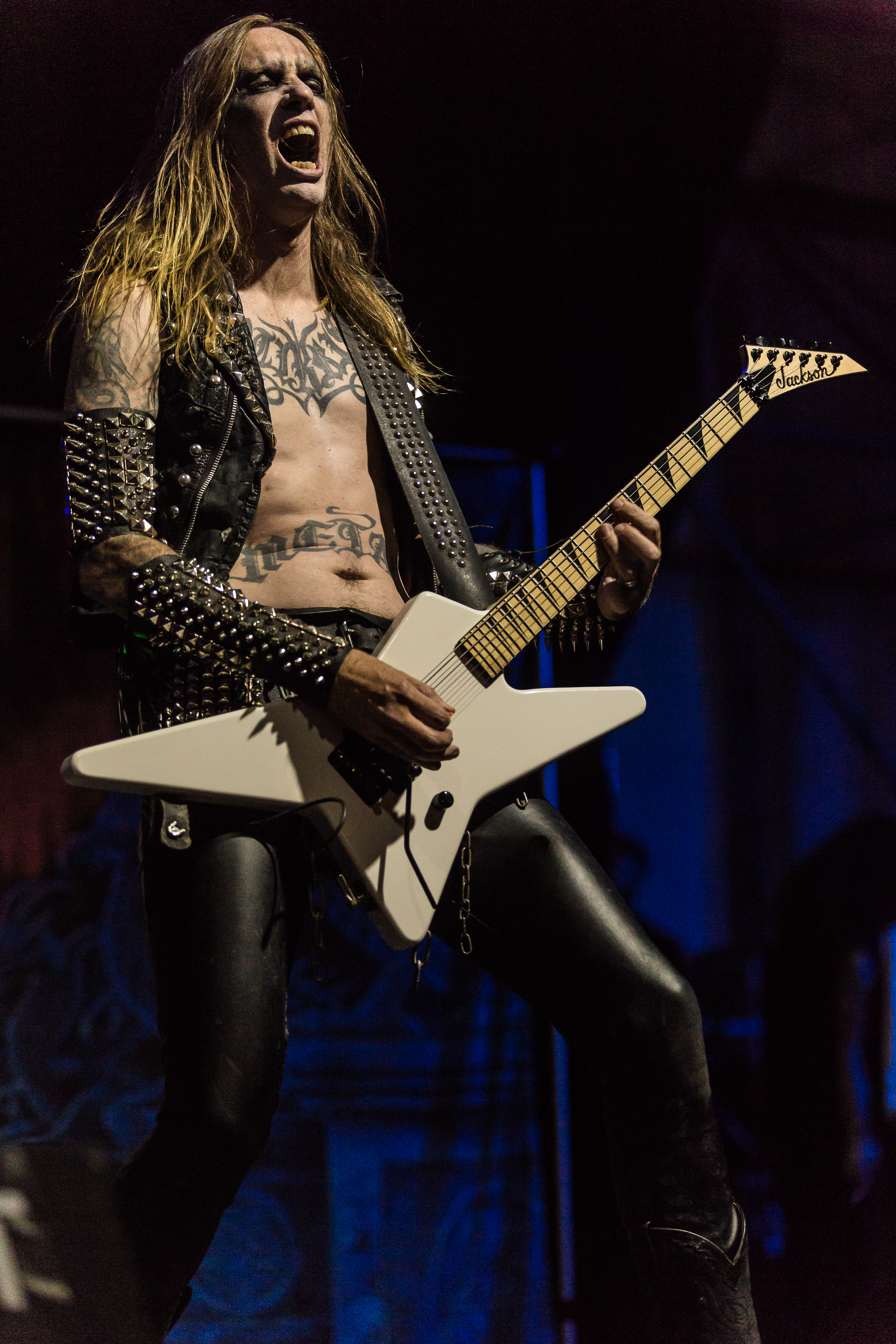
Gitarrist Sebastian Ramstedt
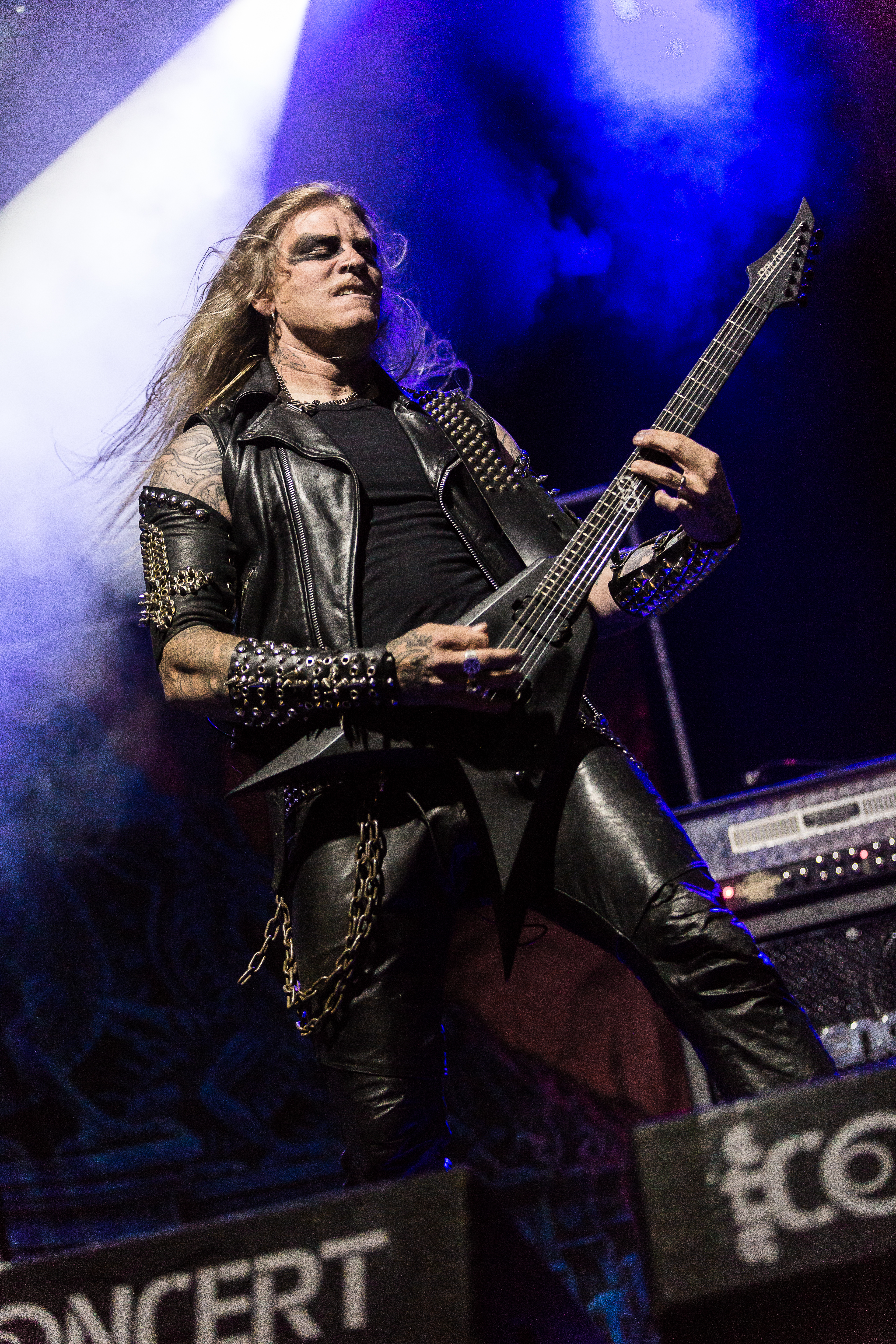
Gitarrist Johan Bergebäck
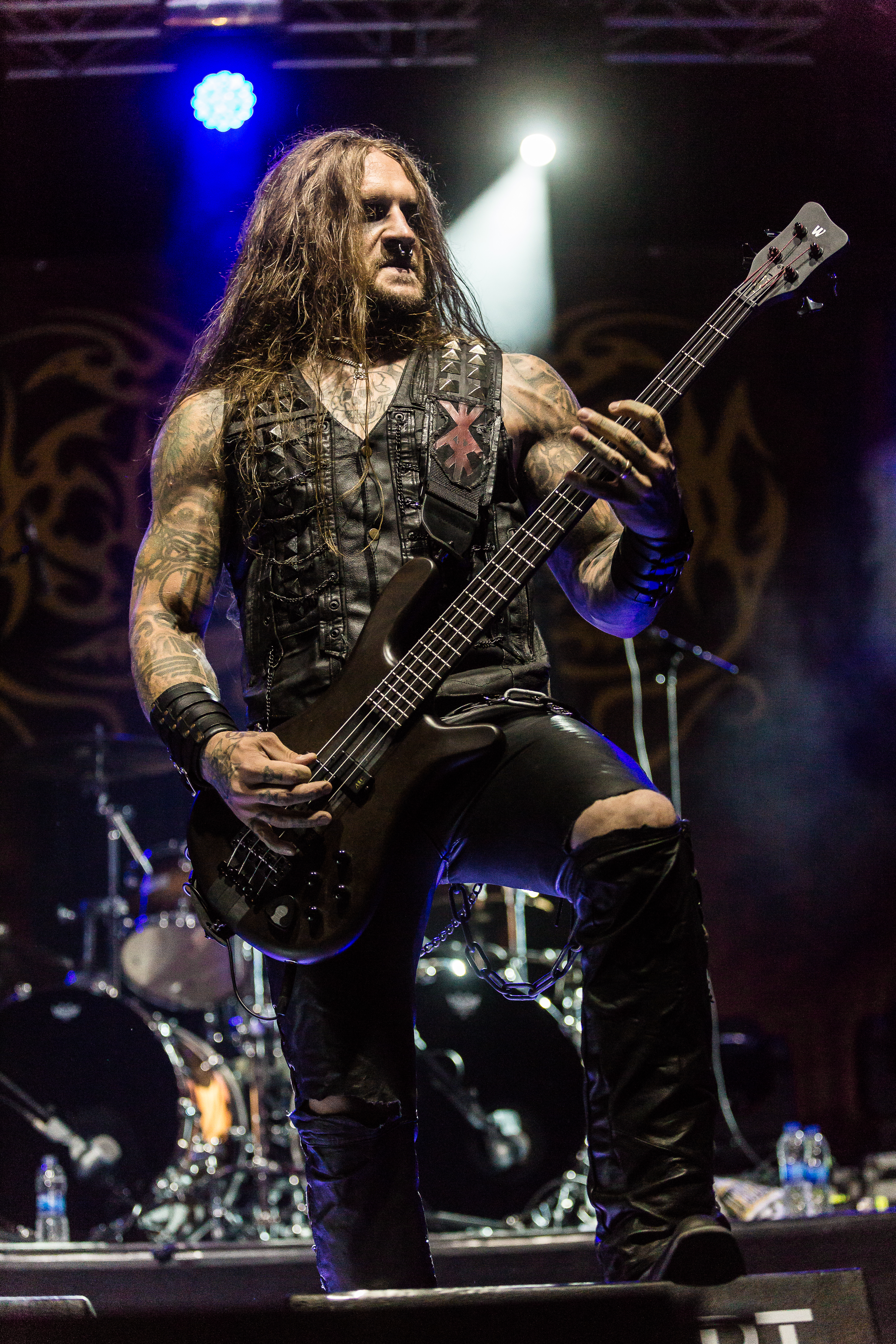
Bassist Alex Friberg
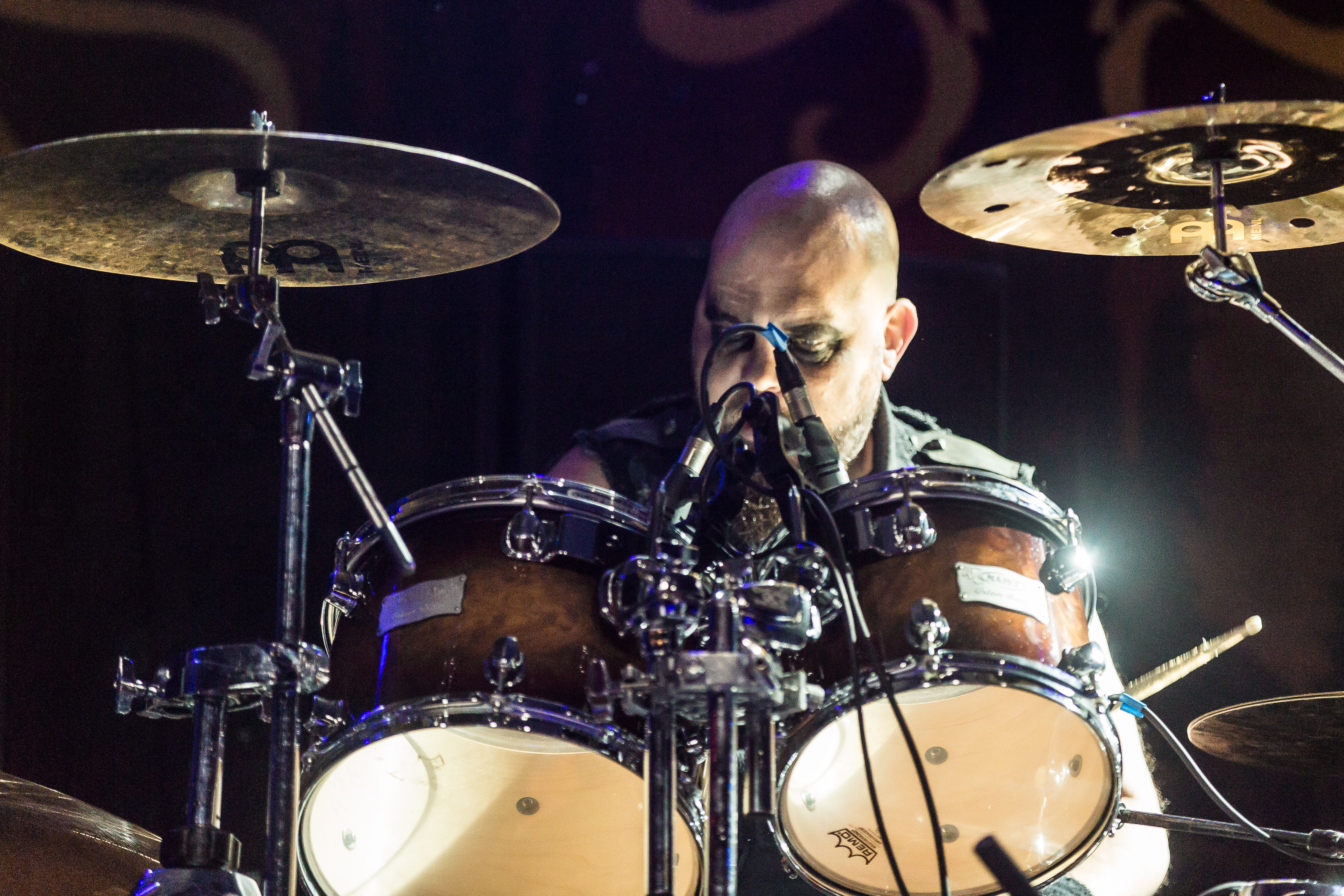
Schlagzeuger Joakim Sterner

## Diskografie

### Studioalben
- 1993: The Nocturnal Silence
- 1997: Darkside
- 1999: The Third Antichrist
- 2002: Bloodhymns
- 2006: Hrimthursum
- 2009: Death to All
- 2013: Womb of Lilithu
- 2018: Mark of the Necrogram
- 2020: Dawn of the Damned
- 2024: In the Twilight Grey

### EPs und Demos
- 1990: Slow Asphyxiation (Demo)
- 1991: Unholy Prophecies (Demo)
- 1992: The Call (EP)
- 1996: Spawned by Evil (EP)
- 2003: Tour 2003 (EP)
- 2017: Pesta (7″-Single)

### Sampler-Beiträge
- 1996: Die by the Sword auf Slatanic Slaughter II
- 1997: Ridden with Disease auf A Black Mark Tribute
- 1998: Moonchild auf A Black Mark Tribute Vol. II
- 1998: Enter the Eternal Fire auf In Conspiracy with Satan – A Tribute to Bathory